# Переполненный граф
Переполненный граф (англ. overfull graph)  — это такой простой граф {\displaystyle G} (без кратных ребер и петель), размер которого {\displaystyle |E|} больше произведения максимальной степени его вершин {\displaystyle \displaystyle \Delta (G)}  на округлённую вниз половину его порядка {\displaystyle |V|}
{\displaystyle |E|>\Delta (G)\lfloor |V|/2\rfloor }.
Если граф {\displaystyle G} имеет переполненный подграф {\displaystyle S} и {\displaystyle \displaystyle \Delta (S)} = {\displaystyle \displaystyle \Delta (G)} то {\displaystyle G} - называется графом с переполненным подграфом (англ. subgraph-overfull graph).
Понятие переполненный граф было введено при рассмотрении задач о раскраске ребер графа, а именно при решении вопроса о принадлежности графа к Классу 1 или Классу 2. Как следует из Теоремы Визинга, хроматический индекс графа может быть либо {\displaystyle \chi ^{\prime }(G)=\Delta (G)}, и тогда граф принадлежит к  Классу 1, либо {\displaystyle \chi ^{\prime }(G)=\Delta (G)+1} и тогда граф принадлежит к  Классу 2.

## Свойства
Некоторые свойства переполненных графов:
- Из теоремы[1], которая гласит, что если граф {\displaystyle G} обладает размером {\displaystyle |E|}, таким что {\displaystyle |E|>\beta _{1}(G)\Delta (G)}, где {\displaystyle \beta _{1}(G)} есть реберное число независимости, а {\displaystyle \Delta (G)}  есть максимальная степень его вершин , то граф {\displaystyle G} принадлежит Классу 2, и условия, что если граф порядка {\displaystyle |V|}, то его  реберное число независимости {\displaystyle \beta _{1}(G)=\lfloor |V|/2\rfloor }, вытекает свойство:

Переполненный граф является графом Класса 2
- Доказывается как теорема[2]:

Если у графа есть переполненный подграф, то сам граф - переполненный
- Доказывается как теорема[1].

Порядок переполненного графа - нечётное число

## Гипотеза о переполнении
Четуинд и Хилтон  в 1986 г. выдвинули гипотезу, известную сейчас как гипотеза о переполнении (англ. Overfull Graph Conjecture)
Если для максимальной степени вершин графа выполняется условие {\displaystyle 3\Delta (G)\geqslant |V|}, где {\displaystyle |V|} есть порядок графа, то граф {\displaystyle G} принадлежит к Классу 2 тогда и только тогда, когда он является графом с переполненным подграфом.
Эта гипотеза, если верна, имела бы многочисленные приложения к теории графов, включая гипотезу об 1-факторизации .

## Алгоритмы
В работе приводится алгоритм, которые позволяет найти для графа {\displaystyle G} у которого {\displaystyle |V(S)|>|V(G)|-\Delta (G)} все порожденные переполненные подграфы {\displaystyle S}  за время {\displaystyle O(n\log(n)+m)}, где {\displaystyle n=|V(G)|} и {\displaystyle m=|E(G)|}.
Вариант этого алгоритма позволяет для графа {\displaystyle G}, у которого {\displaystyle 2\Delta (G)\geq |V(G)|}  найти все порожденные переполненные подграфы за линейное время {\displaystyle O(n+m)}.
Также в работе приводится второй алгоритм, работающий с использованием первого алгоритма,  который позволяет найти все порожденные переполненные подграфы  графа {\displaystyle G}, у которого {\displaystyle 3\Delta (G)\geq |V(G)|} в общем случае за полиномиальное время {\displaystyle O(n^{5/3}m)}, а для регулярного графа {\displaystyle G} за время {\displaystyle O(n^{3})}.